# Bayan Khutugh
Bayan Khutugh (1324–1365), també coneguda com a Bayan Qudu (xinès 伯顏忽都; Pai-yen Hu-tu), va ser una emperadriu consort de la dinastia Yuan com la segona esposa de Toghon Temür (emperador Huizong).
Segons la Història de Yuan, Bayan Qudu era coneguda per ser "frugal, poc gelosa i profundament observadora del ritual i les normes", cosa que contrastava amb el caràcter i la naturalesa de la concubina favorita de l'emperador, La dama Gi (més tard coneguda com Öljei Quduq).

## Matrimoni
El juliol de 1335, la primera emperadriu de Toghon Temür, Danashiri, filla del primer ministre El Temür, va ser deposada i després condemnada a mort penjada a Dadu per la seva participació en la rebel·lió fallida liderada pel seu germà, Tangqishi (T'ang Chi'i-shih).
No va ser fins al 1337 que Toghon Temür es va tornar a casar, aquesta vegada amb una noia de la influent tribu Khongirad, Bayan Qudu. La seva entronització com a emperadriu va tenir lloc el 18 d'abril de 1337, quan només tenia tretze anys.

## Emperadriu
Segons fonts tradicionals, Bayan Qudu era coneguda per tenir hàbits senzills, preferint portar una vida retirada, presumiblement pel fet que Toghon Temür li mostrava molt poca atenció.
No obstant això, en un viatge a la capital, a només 320 quilòmetres al nord de Dadu (Beijing), Toghon Temür va voler fer una visita a la seva emperadriu. Va enviar un eunuc com a emissari per expressar aquest desig. L'emperadriu, austera, va respondre: "El vespre no és un moment perquè Vostra Excel·lència vagi d'anada i tornada". L'eunuc va tornar al seu mestre i va informar sobre les paraules de l'emperadriu. Toghon Temür el va enviar de tornada dues vegades més, només per ser rebutjat de nou cada cop. Això va fer que l'emperador tingués en major consideració la virtut de Bayan Qudu.

## Mort
El 8 de setembre de 1365, Bayan Qudu va morir, amb només quaranta-dos anys. Es diu que la dama Gi va mirar per sobre de la roba esquinçada i senzilla de la difunta emperadriu. Rient, va comentar: "Com pot una emperadriu i una esposa principal portar aquest vestit?"

## En la cultura popular
- Interpretada per Lim Ju-eun a la sèrie de televisió deMBC del 2013 Empress Ki. A la sèrie, se la retrata com a despietada i manipuladora. També se la descriu com a neboda de Bayan del Merkid, i com a germana del nebot de Bayan, Toghto.